# تاتیانا لیسنکو
تاتیانا لیسنکو (به انگلیسی: Tatiana Lysenko) ژیمناست زادهٔ ۲۳ ژوئن ۱۹۷۵ میلادی اهل کشور اوکراین است.